# Gaspard I. de Coligny, seigneur de Châtillon
Gaspard I. de Coligny, seigneur de Châtillon (* 1465/70 in Châtillon-sur-Loing (heute: Châtillon-Coligny); † 24. August 1522 in Dax, Gascogne) war Marschall von Frankreich und kämpfte auf Seiten der französischen Könige Karl VIII., Ludwig XII. und Franz I. in den italienischen Kriegen unter anderem gegen Kaiser Karl V.

## Leben
Gaspard war Mitglied in der Armee Karls VIII., als dieser 1494 seinen Kriegszug nach Italien unternahm, um das Königreich Neapel zu erobern, und zeichnet sich nur ein Jahr später, im Juli 1495 – trotz Niederlage der Franzosen –, in der Schlacht bei Fornovo aus.
1509 kämpfte er in der Schlacht von Agnadello, in der Ludwig XII. über das Heer Venedigs siegte.
Während der Schlacht bei Marignano koordinierte de Coligny die Operationen der Franzosen und Venezianer und hatte somit einen nicht unerheblichen Anteil daran, dass Franz I. Mailand wieder für sich gewinnen konnte. Für diese Verdienste wurde er am 5. Dezember 1516 vom König in Amboise zum Marschall von Frankreich und Gouverneur der Champagne sowie der Picardie ernannt.
1519 wurde er vom König zum Lieutenant-général ernannt. Nachdem er im Dezember den verstorbenen Marschall Gian Giacomo Trivulzio als Mitglied des Ritterordens vom heiligen Michael ersetzt hatte, war er 1520 maßgeblich am Zustandekommen des englisch-französischen Bündnisvertrags zwischen Franz I. und Heinrich VIII. beteiligt. Gaspard I. begleitete den französischen König zu dem Treffen der beiden Monarchen bei Calais auf dem Camp du Drap d’Or (englisch: Field of the Cloth of Gold). Anschließend versah er seinen militärischen Dienst in der Champagne und der Picardie.
Als Kommandant eines Entsatzheeres für das baskische Hondarribia (französisch: Fontarabie) entsandt, starb er im August 1522 auf dem Weg dorthin in Dax an einer Krankheit und wurde anschließend in der Kapelle seines Schlosses in Châtillon-sur-Loing beigesetzt.

## Familie
Gaspard stammte aus dem Haus Coligny. Er wurde als zweiter Sohn von Jean III. de Coligny und dessen Ehefrau Eléonore de Courcelles geboren.
Am 1. Dezember 1514 heiratete Gaspard in Paris Marie Louise de Montmorency, die ältere Schwester Anne de Montmorencys. Aus dieser Ehe gingen vier Kinder hervor:
- Pierre (* 1515; † 1534)
- Odet (* 1517; † 1571), französischer Hugenottenführer
- Gaspard II. (* 1519; † 1572), französischer Admiral
- François (* 1521; † 1569), Generaloberst der französischen Infanterie